# 4765 Wasserburg
4765 Wasserburg eller 1986 JN1 är en asteroid i huvudbältet som upptäcktes den 5 maj 1986 av den amerikanska astronomen Carolyn S. Shoemaker vid Palomar-observatoriet. Den är uppkallad efter Gerald J. Wasserburg.
Asteroiden har en diameter på ungefär 1 kilometer och den tillhör asteroidgruppen Hungaria.